# Orden del Mérito Civil (España)
La Real Orden del Mérito Civil es, junto con la Real Orden de Isabel la Católica, una de las dos órdenes actualmente dependientes del Ministerio de Asuntos Exteriores de España. Se concede a ciudadanos españoles o extranjeros que hayan realizado méritos de carácter civil: servicios relevantes al Estado, trabajos extraordinarios, etc.

## Historia
La Real Orden del Mérito Civil fue instituida por el rey Alfonso XIII por real decreto de 25 de junio de 1926, a propuesta del entonces presidente del Consejo de Ministros, Miguel Primo de Rivera, publicándose su primer Reglamento el 25 de mayo de 1927.
El gobierno de la II República suprimió dicha Orden por Decreto de 24 de julio de 1931, siendo restituida con sus anteriores características, privilegios y antigüedad por Decreto de 7 de noviembre de 1942.
Los numerosos cambios experimentados desde dicha fecha, tanto por la realidad social y política de España, como por el ordenamiento jurídico-administrativo, aconsejaron su actualización por lo que, por Real Decreto de 6 de noviembre de 1998, fue aprobado el actual Reglamento.
En el período de 1979 a 2013 se concedió la Orden del Mérito Civil a un total de 22 669 personas.

## Reglamento actual
El artículo 1 del Reglamento indica que la Orden del Mérito Civil tiene por objeto premiar los méritos de carácter civil adquiridos por el personal dependiente de alguna de las Administraciones Públicas incluidas en el ámbito de la Ley 39/2015, o por personas ajenas a la Administración que presten o hayan prestado relevantes servicios al Estado, con trabajos extraordinarios, provechosas iniciativas o con constancia ejemplar en el cumplimiento de sus deberes.
El artículo 2 de dicho Reglamento, menciona que dicha condecoración podrá ser concedida, además, a personas de nacionalidad extranjera, siempre que hayan prestado servicios distinguidos a España o una notable colaboración en todos aquellos asuntos que redunden en beneficio de la ella.

## Grados
La Orden del Mérito Civil consta de siete grados: 
- Collar. Llevan anexo el tratamiento de Excelencia o Excelentísimo o Excelentísima o Excelentísimo Señor o Excelentísima Señora.
- Gran Cruz. Llevan anexo el tratamiento de Excelencia o Excelentísimo o Excelentísima o Excelentísimo Señor o Excelentísima Señora.
- Encomienda de Número. Llevan anexo el tratamiento de Ilustrísimo o Ilustrísima o Ilustrísimo Señor o Ilustrísima Señora.
- Encomienda. Llevan anexo el tratamiento de Señoría o Señor o Señora.
- Cruz de Oficial
- Cruz
- Cruz de Plata

El Collar es el de mayor rango y la Gran Cruz el segundo, por lo que se suele conceder a altos cargos de la Administración, generales de los Ejércitos y de la Guardia Civil, o a personas relevantes tanto españolas como extranjeras, siendo necesaria su aprobación por el Consejo de Ministros.

### Insignias
| Insignias y Pasadores | Insignias y Pasadores | Insignias y Pasadores | Insignias y Pasadores |
| --------------------- | --------------------- | --------------------- | --------------------- |
|                       |                       |                       |                       |
| Collar                | Placa del Collar      | Gran Cruz             | Encomienda de Número  |
|                       |                       |                       |                       |
| Encomienda            | Cruz de Oficial       | Cruz                  | Cruz de Plata         |

## Desposesión de distinciones
El agraciado con cualesquiera de las categorías que haya sido sentenciado por la comisión de un delito doloso o pública y notoriamente haya incurrido en actos contrario a las razones determinantes de la concesión de la distinción podrá, en virtud de expediente iniciado de oficio o por denuncia motivada, y con intervención del Fiscal de la Real Orden, ser desposeído del título correspondiente a la distinción concedida, decisión que corresponde a quien la otorgó.[cita requerida]